# Henk Schouten
Henk Schouten (Rotterdam, 16 april 1932 – 18 april 2018) was een Nederlands voetballer. De aanvaller begon en eindigde zijn loopbaan bij Excelsior. Hij boekte zijn grootste successen (tweemaal landskampioen) bij Feijenoord. 

## Loopbaan
Schouten begon als 12-jarige pupil bij Excelsior. Zes jaar later, in 1950, debuteerde hij in het eerste elftal.
Na vier seizoenen verliet hij samen met Aad Bak de club om profvoetballer te worden bij BVC Rotterdam in de 'wilde' competitie van de NBVB.
Na de fusie eind november 1954 tussen de voetbalbonden NBVB en KNVB stapte hij over naar de nieuwe vereniging Holland Sport (aanvankelijk Flamingo's geheten) die was ontstaan door een samenvoeging van BVC Den Haag en BVC Rotterdam.
Henk Schouten kende bij Holland Sport, dat als tweede eindigde in de Eerste klasse A, een succesvol seizoen. Hij werd met 21 treffers in 26 duels clubtopscorer in een voorhoede met Mick Clavan en Bertus de Harder.

## Feijenoord
Het succesvolle elftal van Holland Sport viel na een jaar al uit elkaar. Henk Schouten en Aad Bak gingen naar Feijenoord samen met Tinus Osterholt (oud-speler van Hermes DVS). 
Bij Feijenoord was Schouten jarenlang binnenspeler. Samen met Coen Moulijn en Cor van der Gijp vormde hij een aanvalstrio. In zijn eerste seizoen werd hij met 33 doelpunten topscorer van Feijenoord.
Met Daan den Bleijker is Schouten de enige Feijenoorder die viermaal wist te scoren tijdens een Klassieker.
Schouten speelde twee interlands. De eerste in 1955 als speler van Holland Sport, de tweede in 1961 als Feijenoorder. In de zomer van 1963 keerde hij terug naar Excelsior. Daar bleef hij tot zijn 59ste spelen in het negende elftal.

## Carrièrestatistieken
| Seizoen | Club          | Land      | Competitie              | Competitie | Competitie | Beker | Beker | Internationaal | Internationaal | Overig | Overig | Totaal | Totaal |
| Seizoen | Club          | Land      | Competitie              | Wed.       | Dlp.       | Wed.  | Dlp.  | Wed.           | Dlp.           | Wed.   | Dlp.   | Wed.   | Dlp.   |
| ------- | ------------- | --------- | ----------------------- | ---------- | ---------- | ----- | ----- | -------------- | -------------- | ------ | ------ | ------ | ------ |
| 1950/51 | Excelsior     | Nederland | Tweede klasse A West II | 15         | 3          | –     | 0     | 0              | 0              | 0      | 0      | 15     | 3      |
| 1951/52 | Excelsior     | Nederland | Tweede klasse B West II | 7          | 2          | –     | 0     | 0              | 0              | 0      | 0      | 7      | 2      |
| 1952/53 | Excelsior     | Nederland | Eerste klasse C         | 24         | 14         | –     | 0     | 0              | 0              | 0      | 0      | 24     | 14     |
| 1953/54 | Excelsior     | Nederland | Eerste klasse D         | 17         | 7          | –     | 0     | 0              | 0              | 0      | 0      | 17     | 7      |
| 1954/55 | Rotterdam     | Nederland | NBVB (Afgebroken)       | 7          | 7          | –     | –     | –              | –              | –      | –      | 7      | 7      |
| 1954/55 | Holland Sport | Nederland | Eerste klasse A         | 26         | 21         | –     | –     | –              | –              | –      | –      | 26     | 21     |
| 1955/56 | Feijenoord    | Nederland | Hoofdklasse B           | 33         | 34         | –     | –     | –              | –              | –      | –      | 33     | 34     |
| 1956/57 | Feijenoord    | Nederland | Eredivisie              | 22         | 10         | –     | –     | –              | –              | –      | –      | 22     | 10     |
| 1957/58 | Feijenoord    | Nederland | Eredivisie              | 13         | 6          | –     | –     | –              | –              | –      | –      | 13     | 6      |
| 1958/59 | Feijenoord    | Nederland | Eredivisie              | 29         | 17         | –     | –     | –              | –              | –      | –      | 29     | 17     |
| 1959/60 | Feijenoord    | Nederland | Eredivisie              | 34         | 25         | –     | –     | –              | –              | –      | –      | 34     | 25     |
| 1960/61 | Feijenoord    | Nederland | Eredivisie              | 30         | 19         | –     | –     | –              | –              | –      | –      | 30     | 19     |
| 1961/62 | Feijenoord    | Nederland | Eredivisie              | 23         | 12         | –     | –     | –              | –              | –      | –      | 23     | 12     |
| 1962/63 | Feijenoord    | Nederland | Eredivisie              | 8          | 1          | –     | –     | –              | –              | –      | –      | 8      | 1      |
| 1963/64 | Excelsior     | Nederland | Eerste divisie          | 27         | 8          | –     | –     | –              | –              | –      | –      | 27     | 8      |
| 1964/65 | Excelsior     | Nederland | Eerste divisie          | 27         | 5          | –     | –     | –              | –              | –      | –      | 27     | 5      |
| 1965/66 | Excelsior     | Nederland | Tweede divisie B        | 11         | 4          | –     | –     | –              | –              | –      | –      | 11     | 4      |
| 1966/67 | Excelsior     | Nederland | Tweede divisie          | 1          | 0          | –     | –     | –              | –              | –      | –      | 1      | 0      |
| Totaal  | Totaal        | Totaal    | Totaal                  | 354        | 195        | –     | –     | –              | –              | –      | –      | 354    | 195    |

## Erelijst
Feijenoord
| Internationaal    |    |                  |
| Vriendschapsbeker | 2x | 1957/58, 1958/59 |
| Nationaal         |    |                  |
| Landskampioen     | 2x | 1960/61, 1961/62 |

## Record
Schouten scoorde op 2 april 1956 – het jaar voordat de Eredivisie werd opgericht – negen keer in de wedstrijd Feyenoord tegen De Volewijckers (11-4). 
Al binnen het openingskwartier scoorde hij een hattrick. Na de 4-0 verrichtte hij nog voor rust zijn tweede hattrick.
Overigens werd in die wedstrijd nog een doelpunt van Schouten afgekeurd. In Nederland is het aantal van negen goals sindsdien niet meer geeëvenaard; het record in de Eredivisie staat op zeven goals.

## Zie ook

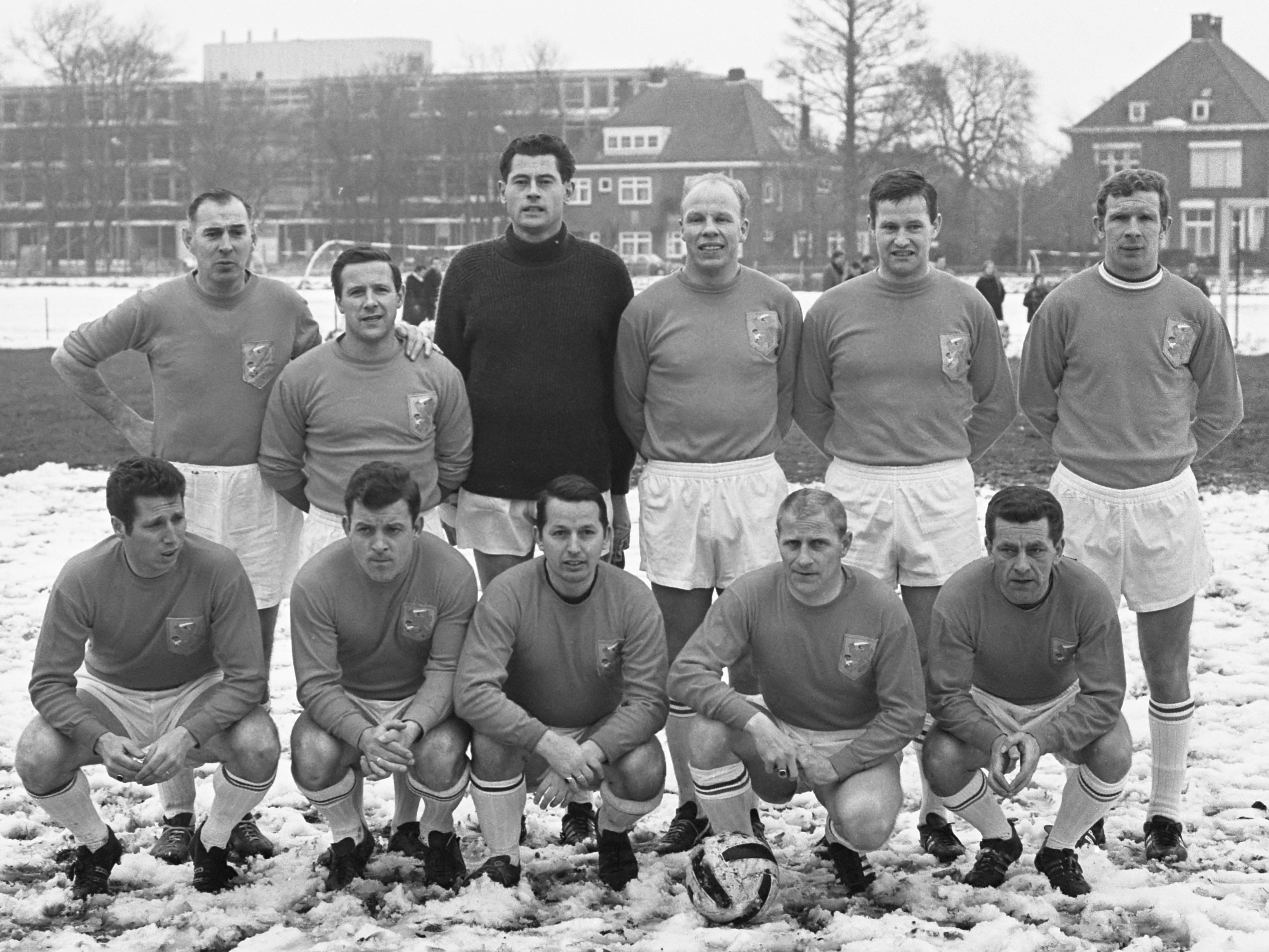
Oud-internationals (1969): Henk Schouten, hurkend in het midden